# Vito Giovannelli
Vito Giovannelli (Capurso, 25 ottobre 1933 – Pescara, 15 luglio 2024) è stato un incisore, pittore e medaglista italiano.

## Biografia
Vito Giovannelli nacque il 25 ottobre 1933 a Capurso, figlio di Vincenzo, commerciante di merletti e ricami, e di Maria Concetta Egidio, merlettaia. Presumibilmente, fu sua madre a trasmettergli l'interesse verso l'arte, essendo essa impegnata quotidianamente nelle sue produzioni in maggioranza eseguite all'uncinetto oltre che ai pizzi in tombolo.
Fin da piccolo, Giovannelli mostrò spiccate attitudini per il disegno. Il suo primo insegnante fu il pittore Umberto Colonna di Bari, che scoprì subito la passione del suo giovane allievo per l'arte del bianco e nero, per la decorazione e per la grafica in generale. Attratto dall'arte della stampa, Giovannelli si dedicò all'apprendistato della tecnica tipografica presso il maestro di tipografia Corrado De Bari e al maestro di litografia Dario Del Monte.
Superate le fasi di apprendistato frequentò a Bari i laboratori tipolitografici delle "Arti Grafiche Favia". Qui imparò a usare il torchio a stella e ad incidere la pietra litografica. Per la ditta Favia iniziò a studiare il lettering, realizzando le prime scatole per confettifici e disegnando le prime etichette per industrie conserviere e case vinicole.
Completati gli studi artistici a Napoli, si trasferì a Monaco di Baviera, dove si specializzò in mosaici e vetrate. Vincitore di concorso a cattedre indetto dal Ministero della pubblica istruzione rientrò in Italia stabilendosi a Pescara. Dal 1959 insegnò presso le scuole medie statali di Pianella, di Moscufo, di Francavilla al Mare e di Pescara.
Per l'attività di docente si avvalse del suo testo "Educare con l'arte" pubblicato nel 1962 dalla casa editrice Paravia. L'opera didattica, redatta in collaborazione con la moglie, Adua De Virgiliis, rimase in adozione, a livello nazionale, fino al cambiamento dei programmi ministeriali (1980).

## Attività didattiche
Durante l'insegnamento a Pianella, nell'anno 1959-'60, l'alunno Rocco Pietrolungo vinse a Roma, in un concorso nazionale per studenti, indetto dal quotidiano Il Tempo, una medaglia d'argento. A Moscufo, Vito Giovannelli tenne lezione, con il permesso dei superiori, nella chiesa di Santa Maria del Lago (monumento romanico del XIII sec.) e non nelle aule dell'Istituto. Insegnò agli alunni a disegnare dal vero capitelli, pulpiti, piedritti di portali, archivolti, cornicioni di absidi, monofore, rosoni. Stampò diverse cartoline con i disegni degli alunni.
A Francavilla l'alunno Davide Chiesa vinse, nel 1961, il concorso per la copertina dell'enciclopedia Per Voi Ragazzi, indetto dalla casa editrice Mondadori, di Milano. Lo stesso anno scolastico, nella stessa scuola media, con il patrocinio dell'Amministrazione comunale e del Presidente della Repubblica Mario Segni tenne un corso estivo di paesaggio e storia dell'arte. A conclusione del corso pubblicò una monografia inserendo le migliori opere degli alunni. Il volume fu arricchito dai testi del critico Mario Stefanile, del saggista Umberto Russo e del poeta Padre Davide Maria Turoldo.
Durante l'insegnamento a Pescara pubblicò cartoline con immagini di zampognari e opere grafiche diffuse in occasione delle festività natalizie.

## Attività extrascolastiche
Oltre all'interesse per il mondo degli ex libris e della grafica miniaturizzata, Vito Giovannelli mostrò interesse verso altre forme di arte figurativa: da quelle di ampio respiro, pittura, mosaici, vetrate, a quelle relative all'illustrazione. Chi studia la sua formazione scopre da un lato l'artista colto, nutrito di studi classici, dall'altro individua il disegnatore ricco di esperienze tipografiche che, all'occorrenza, sa attingere anche da opere e illustrazioni di carattere spiccatamente popolare. E proprio le incisioni dedicate al folclore, e al mondo popolare in genere, privilegiano aperture significative che preannunciano la consistente serie delle sue immagini devozionali, venerate in Abruzzo e in Puglia.
Altri suoi settori produttivi furono la marcofilia, la filatelia e la medaglistica.
Attraverso i circuiti del collezionismo filatelico Vito Giovannelli diffuse, come fecero alcuni pittori futuristi, considerevoli messaggi d'arte legati al mondo postale. Cartoline filateliche stampate a braccia e colorate a mano nonché buste ufficiali, impreziosite da foglia d'oro zecchino, fanno parte di prestigiose collezioni pubbliche (Museo Filatelico di Archi, in provincia di Chieti) e collezioni private. Buste ufficiali e cartoline filateliche, obliterate con annulli postali di sua creazione, fanno di Giovannelli uno specialista della grafica miniaturizzata. Tra le opere relative alla marcofilia e alla filatelia si citano:

### Buste Filateliche Ufficiali
- XIX Congresso Eucaristico Nazionale, Pescara 1977, (Ed. the Golden serie), Studio Filatelico Internazionale. Una busta è arricchita con foglia in oro zecchino;
- Miracolo Eucaristico Lanciano, 1977, (Ed. M.E.L. Silver);
- Anno Antinoriano, 1977, (D. A. S. P.), L'Aquila;
- Un francobollo per Roseto degli Abruzzi, Banco di Roma, 1980, Patrioti e Storici Aquilani, L'Aquila, 1980;
- IV Passione Vivente, Tortoreto Lido (Te), 1981;
- X Congresso Nazionale Istituto Emissioni, Montesilvano, 1981;
- Comitato visita Santo Padre, Giovanni Paolo II in Abruzzo, 1983.
- Buste aeree con ritratti di aviatori abruzzesi edite in occasione del 50 anniversario della morte del patriota Eugenio Sirolli;
- Francobollo pubblicato in Austria in occasione del Novantesimo Anniversario del volo di D'Annunzio su Vienna.

### Cartoline Filateliche
- XI Congresso Nazionale Maestri del Lavoro, 1981;
- Eurphila Estate 1981, Ed. Comune di Pescara (trittico colorato a mano);
- Autori e Attori del teatro abruzzese, Ed. D. P. T.,1981;
- Fiori D'Italia, emissione 1981, Genova, 1981;
- Decennale Fondazione Rotary International, Pescara Ovest, 1988;
- XVI Trofeo Aternum, Pescara, 1988;
- XIX Trofeo Aternum, Pescara, 1991;
- Trittico edito in occasione del Cinquantesimo Anniversario della scomparsa del Patriota Eugenio Sirolli, Archi (Ch), Ed. Nastro Azzurro, 1993.

### Medaglistica
Tra la medaglistica resta memoria dell'esemplare del "Sì alla Vita", richiesto dalla presidenza del Movimento contro l'aborto; del prototipo del X Trofeo Aternum e dell'archetipo relativo al Festival Nazionale I canti della montagna.

## Riconoscimenti
- 1973: Il Comitato organizzatore del "Presepe Vivente" di Rivisondoli bandisce un concorso nazionale di grafica pubblicitaria "Presepe Vivente di Rivisondoli". Presidente della giuria: don Antonio Pintori. Il primo premio venne assegnato a Vito Giovannelli;[2]
- 1984: Vince il secondo premio al concorso biennale "ex libris a Penne". Presidente della giuria: Gianni Mantero. Nel verbale della Commissione Giudicatrice si legge: per un'opera grafica "creata nel pieno rispetto del rigore ex libristico[3]";
- 1986: Pubblica per la Pirelli (Milano) un calendario con incisioni relative al folclore abruzzese;
- 2004: Vince con il saggio "La zampogna zoppa" il premio nazionale Vernaprile, sezione dedicata alle ricerche etnografiche. Presidente della giuria: Giuseppe Profeta;
- 2011: Allestisce a Manoppello, in un'ala del Convento delle suore alcantarine, un museo dedicato al glittico neoclassico Giovanni Antonio Santarelli, l'incisore di gemme più autorevole del periodo napoleonico.

La struttura museale è considerata il più importante Centro di Documentazione Iconografica sull'arte del famoso glittico abruzzese. Il nucleo più consistente delle opere esposte nel museo Santarelli è costituito dalle interpretazioni grafiche di Vito Giovannelli relative ai cammei e ai ritratti in cera. Per questi studi viene conferita a Vito Giovannelli una medaglia d'oro dalla "Contea di Manoppello".

## Opere leterarie
- Ex libris di Abruzzesi, presentazione di Giuseppe Cauti, Edizioni Solfanelli Arte, Chieti, 1977.
- I fischietti bitonali di Gino Alba di Castelli, Edizioni Ente Mostra Maiella, Guardiagrele, 1994.
- I fischietti dei Bontempo, in La ceramica di Rapino e i Bontempo, Edizioni Ferentum, Francavilla al Mare, 1994, pp. 33-54.
- Il sordino- protofischietto di Castelli, Edizioni d'Arte Settembrata Abruzzese, Pescara, 1995.
- I fischietti di Antonio D'Annunzio figulo di Castelli, in La Ceramica sonora di Antonio D'Annunzio figulo di Castelli, Edizioni d'Arte Anemos, Cesuna, 1996.
- Il fischietto tradizionale abruzzese: particolarità e raffronti, in La Fera dij Subijèt, Moncalieri, Ed. Centro Stampa, Moncalieri, 2007.
- Ceramica fischiante di Stato- dalla terracotta alla porcellana in Ceramiche a fiato, Edizione d'Arte curata dall'Istituto Statale d'Arte di Sesto Fiorentino e Montemurlo, 1998, pp. 13–17.
- Le stampe popolari di genere devozionale prodotte in Abruzzo, in Campovalano – Terra Picena, Tip. Giservice, Teramo, 2007, pp. 23-67.
- La bottega di Giancamillo Rossi, in Le marionette di Giancamillo Rossi (a cura di Enrico Di Carlo), Andromeda editrice, Castelli, 2007, pp. 25-29.
- Santi e presepi col fischio al Museo dei Cuchi di Cesuna, Cesuna, Quaderni aperiodici dell'Associazione Amici del Museo dei Cuchi, 2006.
- Giovannantonio Santarelli, glittico – medaglista – argentiere – scultore, Pescara, ediz. Sigraf – Contea di Manoppello, 2008.
- Artigianato in convento, ricami- merletti- fiori di carta e ventole devozionali prodotte a Manoppello nel laboratorio di suor Leonilde. Pescara, ediz. Sigraf, Contea di Manoppello, 2010.
- Il Teatro delle Marionette di Borgomarino di Pescara, frequentato e apprezzato anche da Ennio Flaiano, quaderno d'arte, Pescara, Ediz. Settembrata Abruzzese, CATA (centro di Antropologia Territoriale degli Abruzzi) Università di Chieti.
- La bella storia del teatro stabile delle marionette a Pescara – la famiglia Luigini e il teatro dei pupi, in La cronaca di tutto Abruzzo e Molise oggi, A.VI, nº293, sabato 12 dicembre 2009.
- I sorbettieri di Canosa Sannita, in La Cronaca di tutto Abruzzo e Molise oggi, A. VII nº90, giovedì 29 aprile 2010, p. 11.
- La scultura in ferro battuto in Abruzzo - e i galletti dei maestri Raffaele Di Prinzio da Guardiagrele e Astolfo Moriconi da Nerito di Crognaleto, in Il Primo, A. II, nº2, 28 giugno 2010, pp. 41–43.
- Arte tabellare e tipografica in Abruzzo tra il XVIII e il XX secolo, in IL Primo, A. IV, nº2, Settembre 2011, pp. 62-64.
- Lu Cannizze di Giulianova – imbarcazione arcaica del medio Adriatico, in Settembrata Abruzzese, vol 54°, Pescara, pp. 40-42.
- Sistemi di pesca lungo le coste adriatiche – trabocchi e calascinni in Abruzzo, in Settembrata Abruzzese, vol 54°, Pescara, pp. 35-36.
- Costruttori di trabocchi in Abruzzo – con particolare riguardo agli artigiani del pescarese, in Settembrata Abruzzese, vol 54°, Pescara, pp. 36-37.
- Zampogne, la tradizione abruzzese, in La Domenica d'Abruzzo, A.I, nº42, venerdì 23 dicembre 2011, inserto speciale p. IV.